# Avinyó

Vị trí của Avinyó

Avinyó là một đô thị trong comarca Bages, tỉnh Barcelona, Catalonia, Tây Ban Nha. Thị trưởng hiện này là Josep Balasch Tordera, dân ôs năm 2002 xấp xỉ 2000 người.